# 来る者は拒まず、去る者は追わず
来る者は拒まず、去る者は追わず（きたるものはこばまず、さるものはおわず）は、古代中国からのことわざ。

## 概要
人間の度量の広さを表す言葉である。自身のことが信じられているために寄ってくる人のことを拒むようなことはしないし、その反対に信じられなくなったために離れていってしまう人のことは引き止めないということである。この言葉は人間関係においての考え方が表された言葉である。このような考えで人間関係を行うということは、相手を選ばないで付き合うということにもなる。このため誰とでも分け隔てなく接するという形の人間関係となる。そしてこれは自分よりも相手の思いを尊重する人間関係となっているということでもある。誰とでも付き合い、かつ相手を尊重するという寛大な人間付き合いの方法である。

### 由来
このことわざは古代中国の戦国時代の思想家であった孟子の逸話・問答集が由来となっている。そこではこの著者である孟子には多くの弟子がいたのであるが、その弟子の中で気持ちが離れてしまったために離れていくということになる場合には、孟子はその弟子が離れて行くのを引き止めないとしていたとのことである。これは師匠として弟子に向き合う際の価値観を現していたということでもあった。どのような背景を持つ人物であろうとも受け入れるという覚悟を示しているということでもあった。